# 꾀꼬리버섯

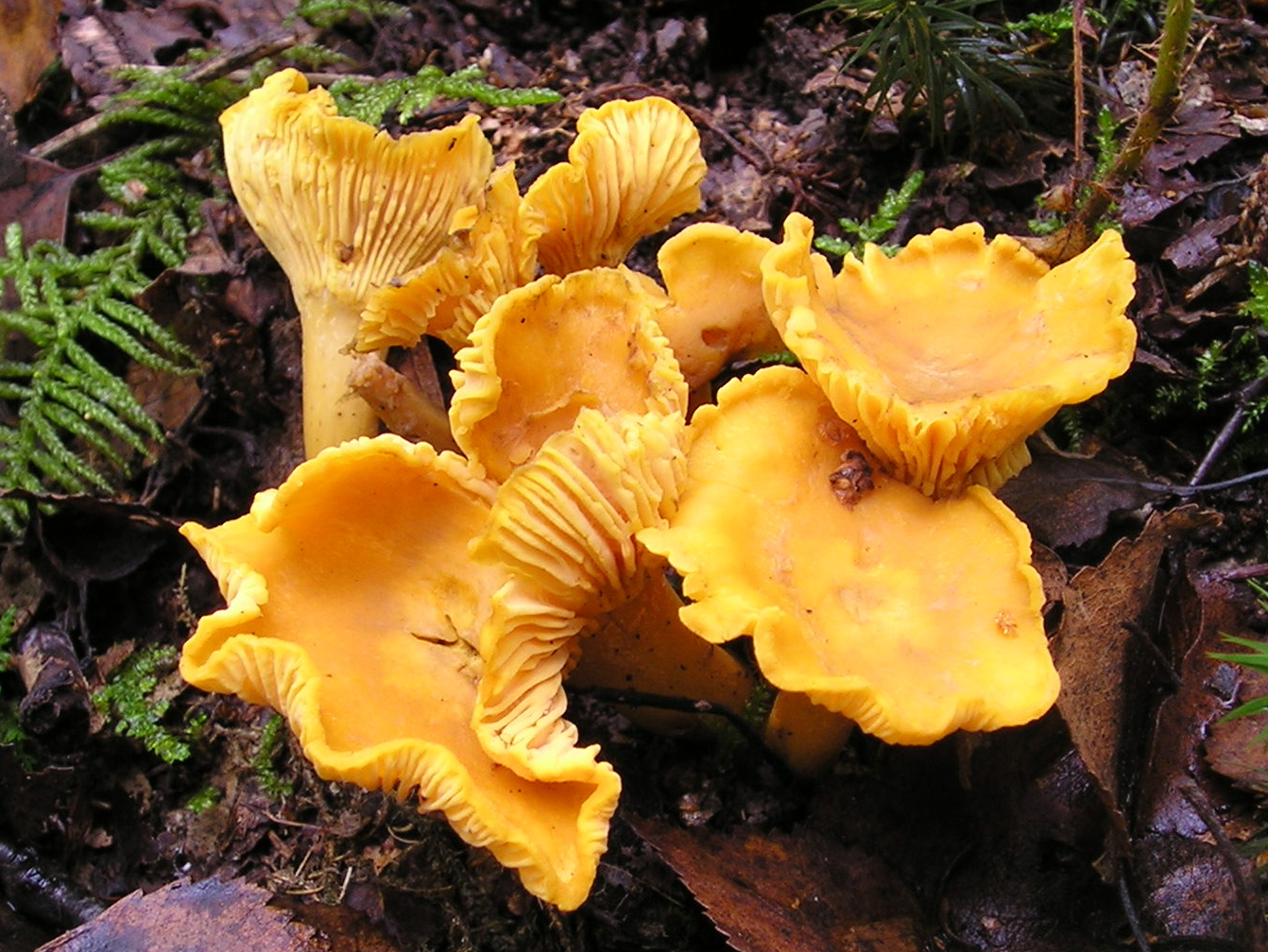
꾀꼬리버섯.

꾀꼬리버섯(Cantharellus cibarius)은 버섯 중의 하나이다. 살구 냄새가 나서 살구버섯으로도 부른다. 씹어도 짙은 살구맛이 나서 사람들이 좋아하는데 특히 외국인이 좋아한다고 한다. 꾀꼬리버섯과 전체로 보지 않을 경우, 꾀꼬리버섯속에서는 가장 잘 알려진 종이다. 노랗거나 귤색을 띄고 살구향을 내며 깔때기 모양을 하고 있다. 훌륭한 식용 버섯으로 간주된다.

## 분포
꾀꼬리버섯은 유럽 북부, 멕시코를 포함한 북아메리카, 터키를 포함한 아시아, 히말라야산맥(카슈미르, 네팔, 부탄 포함), 콩고, 우간다, 잠비아를 포함한 아프리카에 흔하다.

## 생화학
꾀꼬리버섯은 비타민 C가 상대적으로 많고(0.4 mg/g 생체중), 칼륨이 매우 많으며(약 0.5%, 생체중), 212 IU/100 그램 생체중에 이르는 에르고칼시페롤(비타민 D2)과 더불어 비타민 D 최고의 원천 가운데 하나이다.